# یوگسلاوی فدرال دموکراتیک
یوگسلاوی فدرال دموکراتیک (انگلیسی: Democratic Federal Yugoslavia) یک دولت موقت بود که در طول جنگ جهانی دوم (⎘ جنگ جهانی دوم) در ۲۹ نوامبر ۱۹۴۳ از طریق دومین جلسه شورای ضد فاشیست برای آزادی ملی یوگسلاوی (AVNOJ) تأسیس شد. کمیته ملی برای آزادی یوگسلاوی (NKOJ) نهاد اجرایی اصلی آن بود. در تمام مدت وجودش توسط مارشال یوسیپ بروز تیتو به عنوان نخست‌وزیر اداره می‌شد.